# Theope
Theope é o gênero mais diverso de riodinídeos mirmecófilos. Atualmente são reconhecidas 69 espécies. Os adultos são muitas vezes confundidos com Lycaenidae devido à coloração azulada na face dorsal, contrastando com a coloração pálida da face ventral. O gênero é pouco coletado e representado nas coleções, sendo que muitas espécies são conhecidas apenas pela descrição original.